# De wolkentrapper
De wolkentrapper is een single van Herman van Veen. Het grotendeels instrumentale lied verscheen allereerst echter op het album Mamadeus van panfluitist Peter Weekers (Flairck), daarna op single en vervolgens op het studioalbum Signalen van Van Veen. Het ontbreekt op de Duitse versie van het album: Signale.
De wolkentrapper is geschreven door Herman van Veen zelf. Van Veen zelf over het lied: "Ik heb het geschreven na het overlijden van een 16-jarig meisje, dat aan kanker leed. Verbazingwekkend en ontroerend was haar moed, haar kracht en het grote vertrouwen dat ze had in het leven na haar dood. Onder indruk van haar zekerheid heb ik die verbaasde melodie gemaakt, die net als die in reepjes gesneden man op de hoes van de elpee, toch vast- beraden de ruimte in fietst, waar naar toe? Ergens of nergens heen. wie zal het zeggen"?
De B-kant Zingende doden is afkomstig van Van Veen, Willem Wilmink en Erik van der Wurff. Het lied gaat over televisieverslaving (men zou niet eens merken als de wereld vergaat) en slaapverwekkende programma’s (“door een slaapdrank die een vreemde mogendheid over de beeldbuis en het avondblad verspreidt”).
De platenhoes is afkomstig van Belg François Schuiten. Het is een tekening uit het stripboek Carapaces uit 1980.
De wolkentrapper bleef steken in de tipparade van de Nederlandse top 40.